# Brunneby kyrka
Brunneby kyrka är en kyrkobyggnad vid Brunneby herrgård nära Borensberg i Linköpings stift. Kyrkan ägs av svenska staten och förvaltas av Statens fastighetsverk, medan Stiftelsen Brunneby kyrka har ansvar för verksamheten.

## Kyrkobyggnaden
År 1269 uppförde lagmannen Bengt Magnusson, morfar till den heliga Birgitta, kyrkan för eget bruk. När han avled år 1294 blev kyrkan församlingskyrka i Brunneby socken. År 1450 skedde en omfattande ombyggnation; tre valv tillkom och kyrkans tak och väggar fick målningar. År 1687 försågs kyrkan med bänkar och en stor altaruppsats genom donationer. År 1747 uppfördes kyrkans spira av Gabriel Bragner, som inte tog något betalt för arbetet. År 1828 hade församlingens folkmängd blivit så stor att man fick uppföra en ny kyrka. Den nya byggnaden, Klockrike kyrka, blev gemensam för Brunneby och Klockrike socknar. Den gamla kyrkan köptes av ägaren till Brunneby herrgård som rev valven och byggde om den till brännvinsdestilleri. Produkterna fick god avsättning, bland annat bland arbetarna som byggde Göta kanal. Därefter blev byggnaden spannmålsmagasin. År 1964 återställdes kyrkan genom gåvor och donationer med kung Gustaf VI Adolf som pådrivande. År 1977 återinvigdes kyrkan.

## Inventarier
- Ett piano

## Bildgalleri

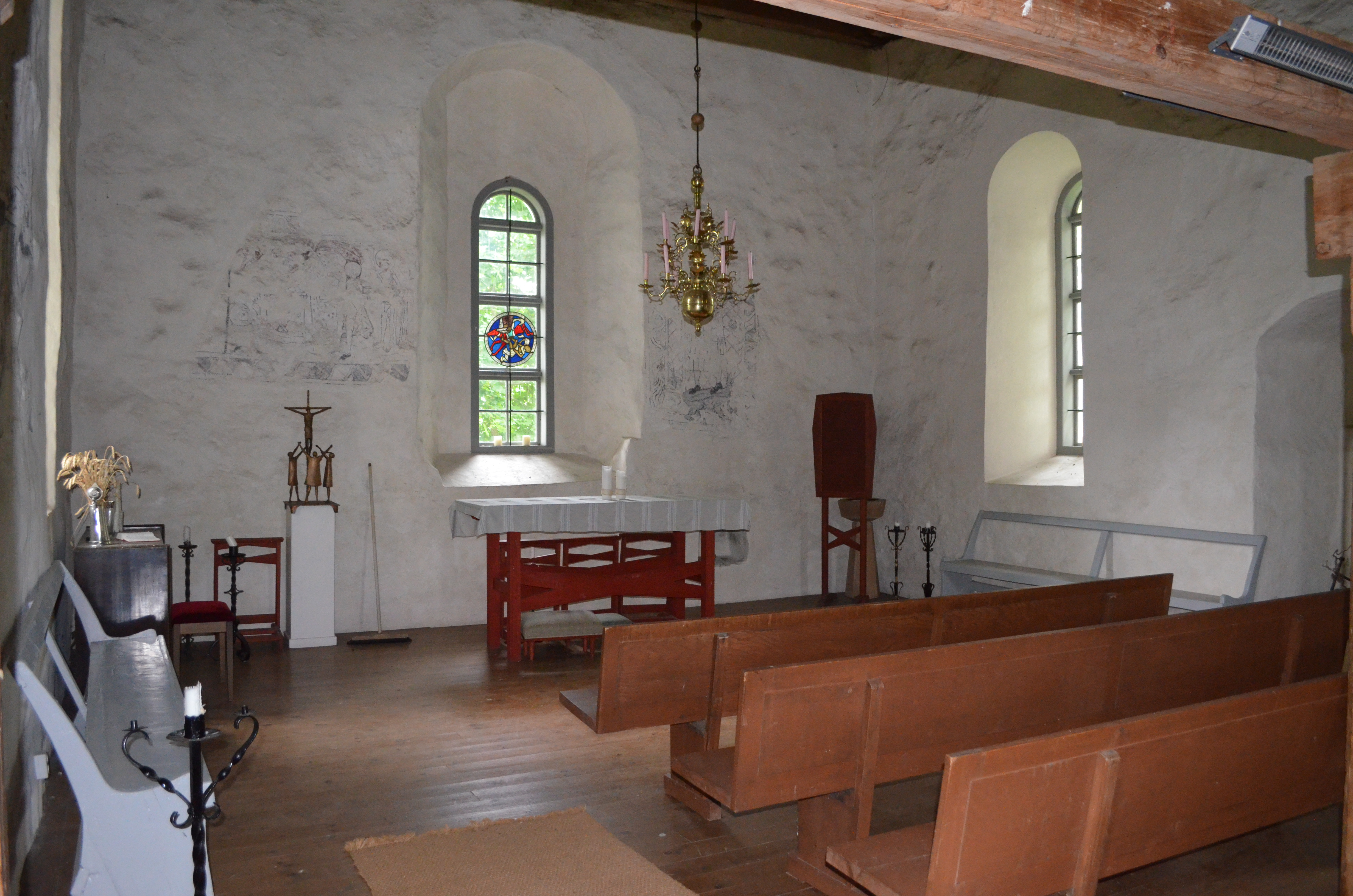
Brunneby kyrkas kyrkosal
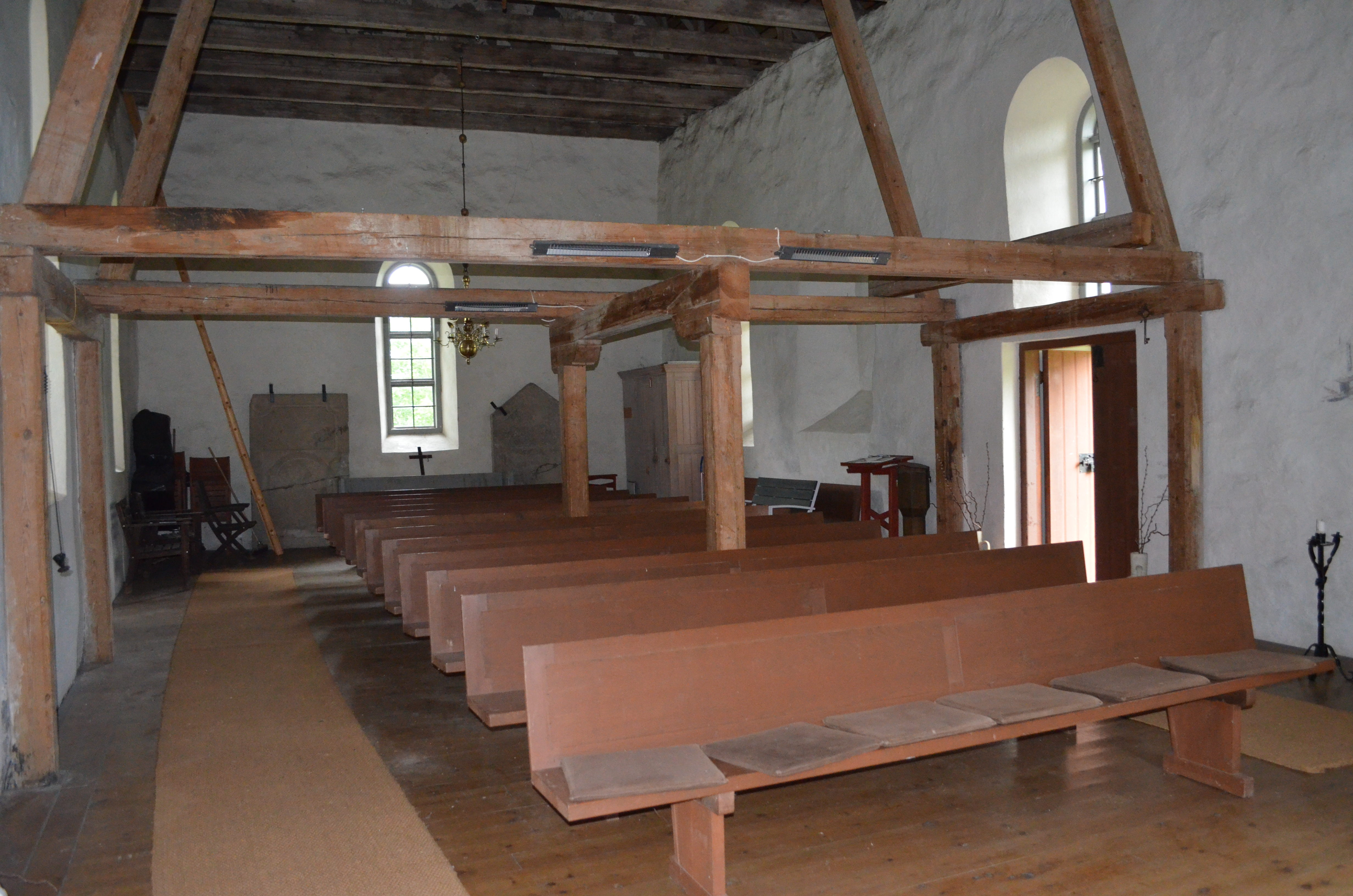
Brunneby kyrkas kyrksal
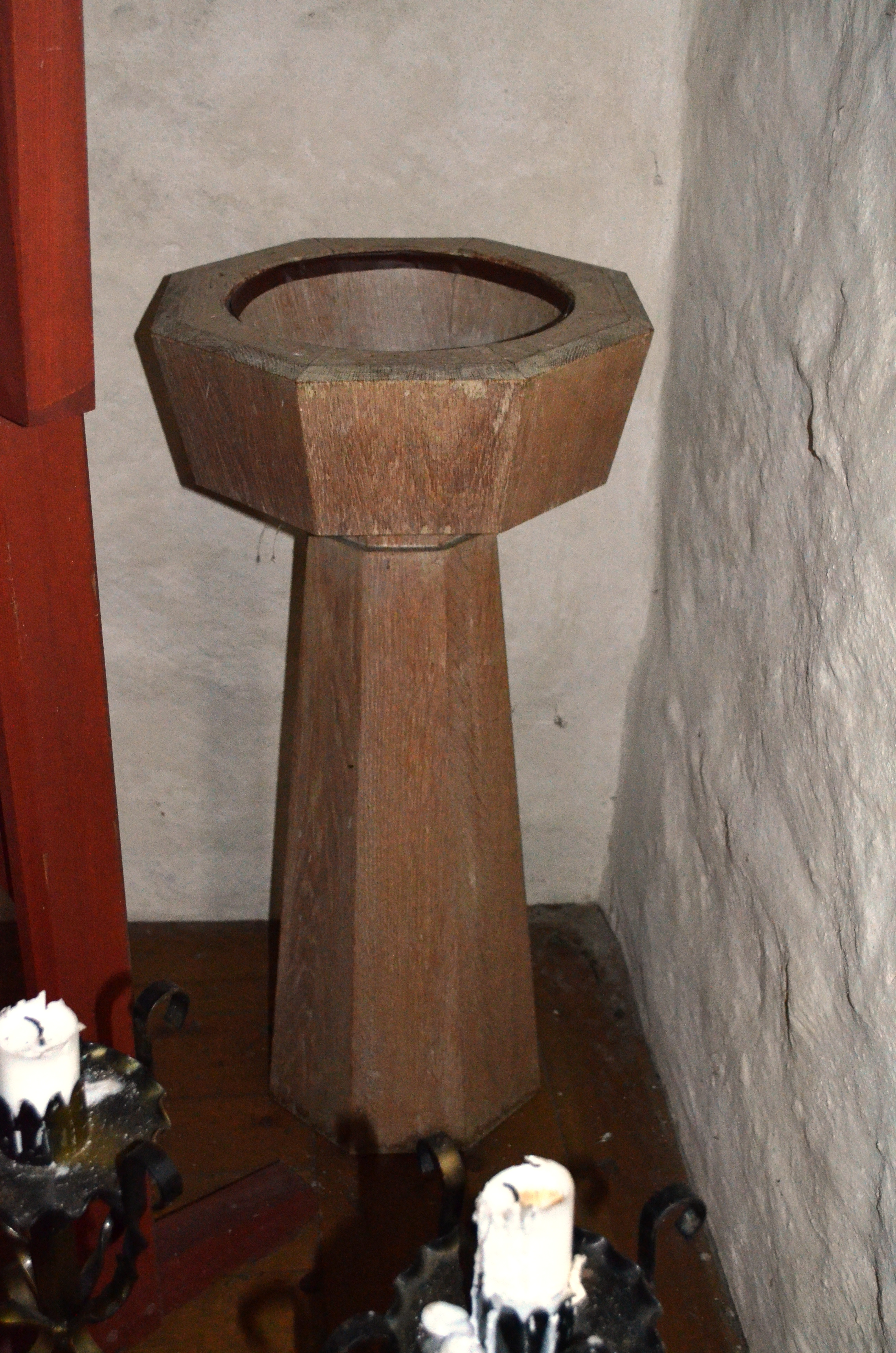
Brunneby kyrkas dopfunt
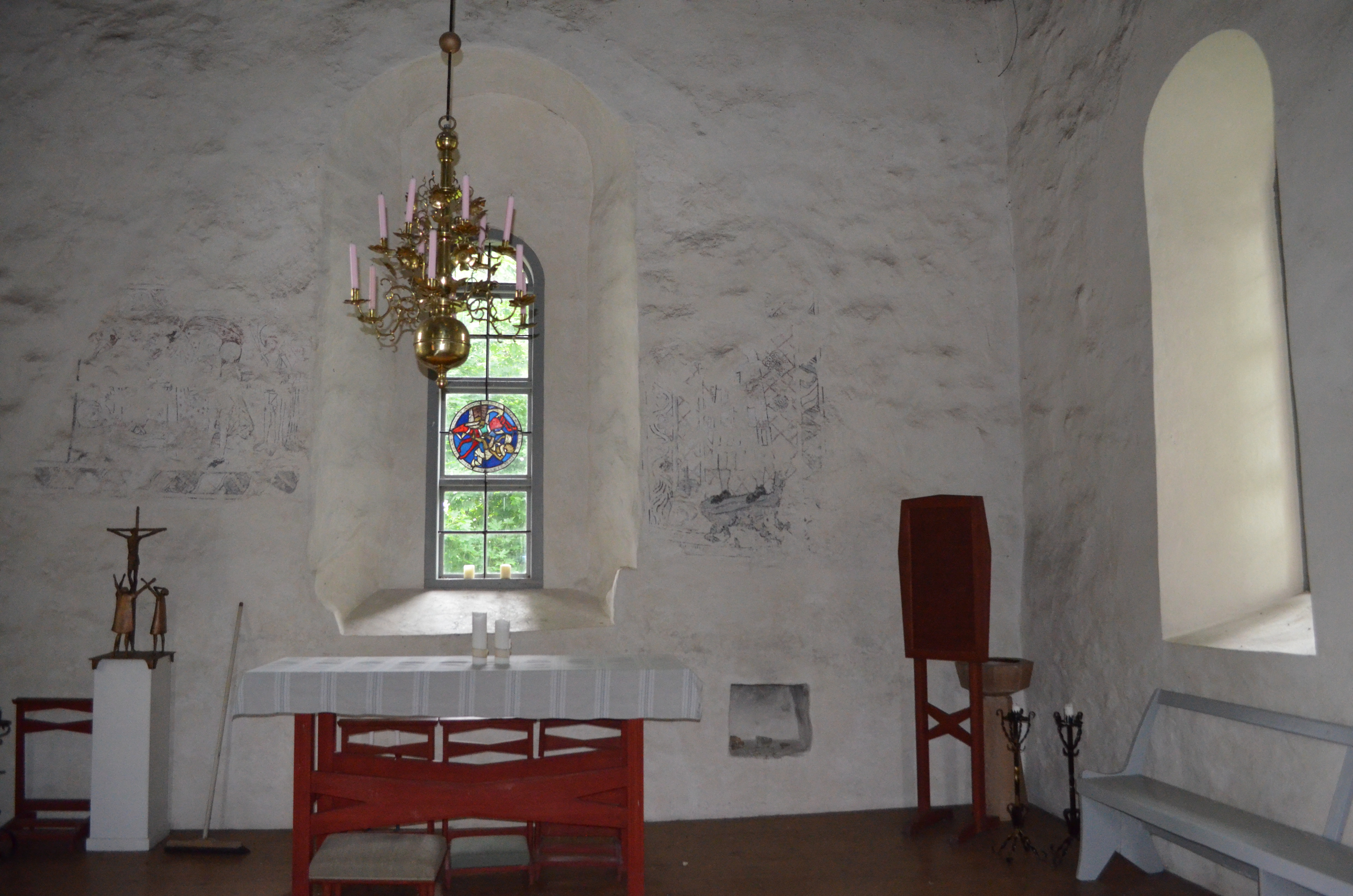
Brunneby kyrkas altare
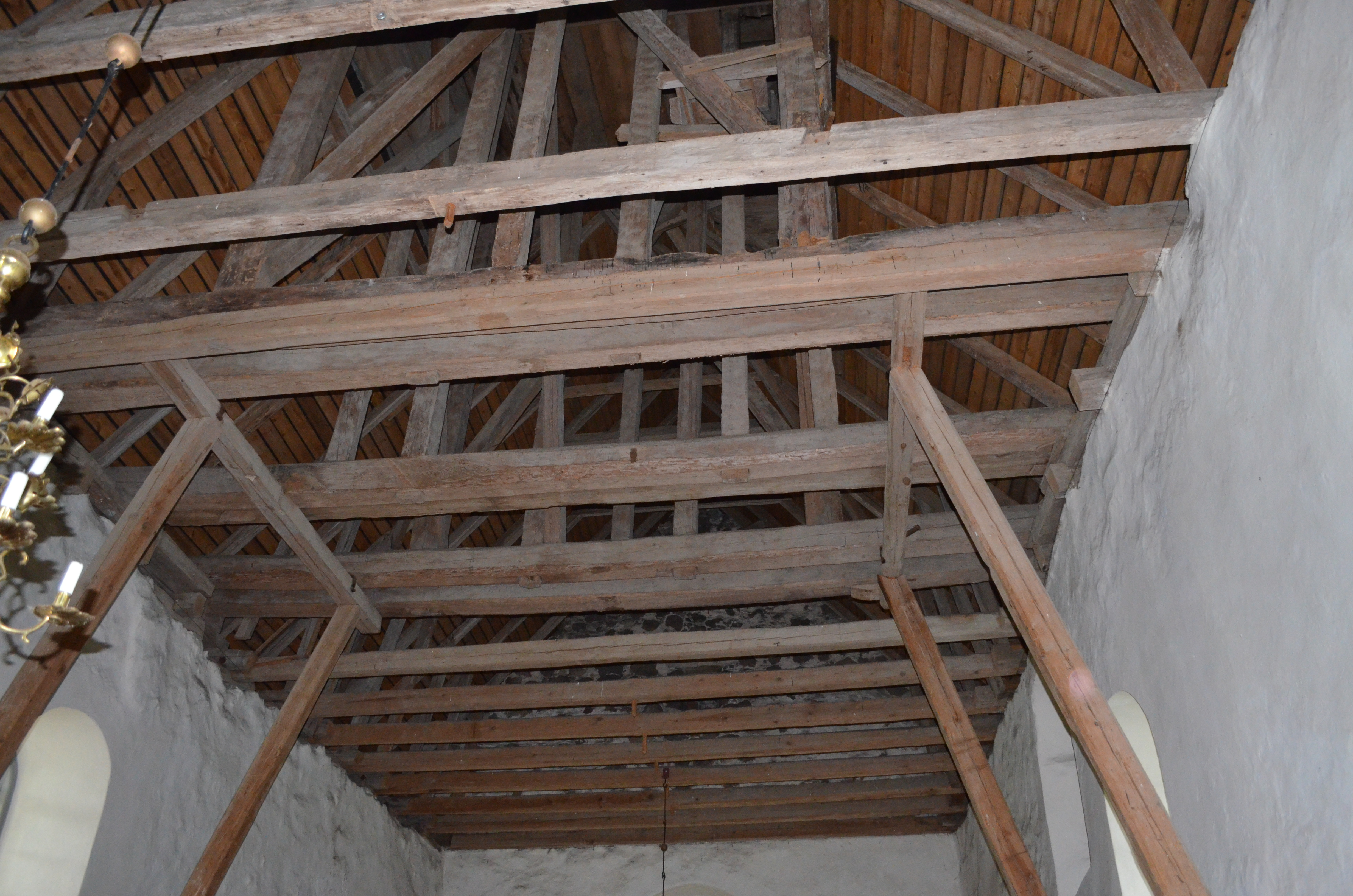
Brunneby kyrkas takbjälkar